# УАЗ Патріот
УАЗ Патріот (УАЗ-3163) — повнопривідний легковий автомобіль підвищеної прохідності з класу позашляховиків, який був вперше представлений російською автомобільною компанією УАЗ в серпні 2005 року. Автомобіль зовні дуже відрізняється від свого попередника - моделі УАЗ-3162 «Сімбір», виробництво якого було припинено у 2005 році. Лише віддалені риси в дизайні нагадують їх родинний зв'язок.

## Опис моделі

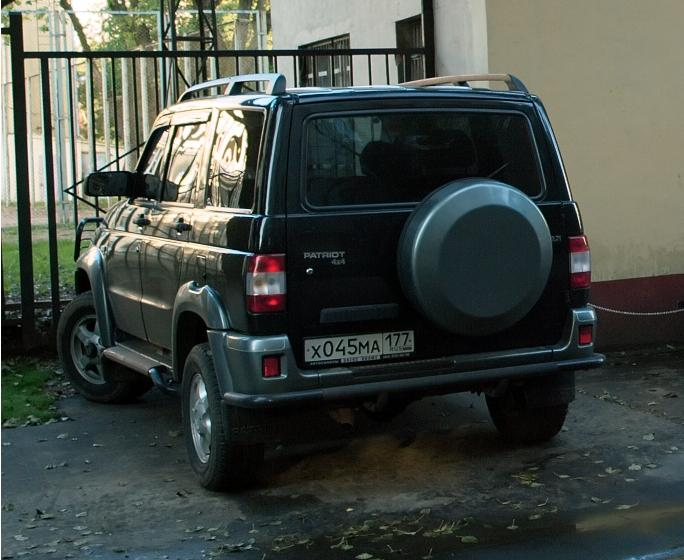
УАЗ Патріот (2005-2014)

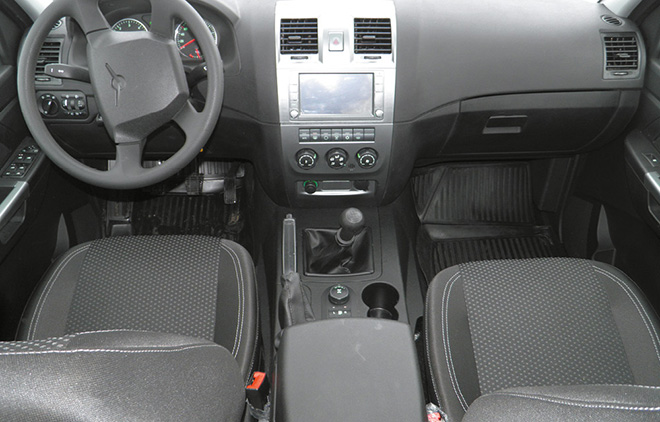
Салон УАЗ Патріот (2012-2016)

Патріот - позашляхова класика: рама, нерозрізні мости типу Спайсер, підвішені на пружинах спереду і ресорах ззаду, жорстко підключається повний привід. В основі Патріота - УАЗ-3160, який випускався з 1997 року. Конструкція періодично доопрацьовується: так, в 2012 році з'явився новий інтер'єр, через рік на позашляховик почали встановлювати корейську роздавальну коробку Dymos, а в 2014-му нарешті оновили зовнішність. Нинішня модернізація найглибша за 11 років виробництва Патріота.
Кузов у UAZ Patriot 5-дверний суцільнометалевий типу універсал монтується на рамі. Дорожній просвіт до картера моста становить 210 мм, кут в'їзду - 35°, кут з'їзду - 30°.
Передня підвіска автомобіля УАЗ-3163 залежна пружинна оснащена поперечним стабілізатором, а задня у свою чергу базується на напівеліптичних малолистових ресорах. Обидві підвіски обладнані гідравлічними телескопічними амортизаторами двосторонньої дії.
Під капотом УАЗ-3163 розташовується бензиновий двигун ЗМЗ-409.10 об'ємом 2.7 літра, потужність якого становить 128 к.с. при 4400 оборотах на хвилину. Максимальний крутний момент цього силового агрегату - 218 Нм при 2500 обертах на хвилину. Для керування двигуном тепер використовується новий контролер "Мікас-11" з функцією контролю пропусків запалення. УАЗ Patriot обладнується 5-ступінчастою механічною коробкою передач з синхронізаторами на всіх передачах переднього і заднього ходу. Виробництвом коробок передач для цієї моделі займається південнокорейська компанія "Дімос".
Автомобіль має повний привод типу Part-time з двоступеневою роздавальною коробкою, який управляється одним важелем, що має чотири положення: задній привід на прямій передачі, повний привід на прямій передачі, "нейтралка" і повний привід з понижувальною передачею. Передній і задній міст позашляховика нерозрізні типу Спайсер. Гальмівна система має у своєму складі передні дискові вентильовані гальмівні механізми - два робочі циліндри, плаваючу скобу, і задні барабанні гальма.
Всі моделі мають головним гальмівним циліндром і вакуумним підсилювачем фірми "Тевес Континенталь", а також антиблокувальною системою ABS фірми Bosch.
Салон УАЗ Patriot п'ятимісний з чотирма додатковими сидіннями, які можуть бути встановлені в багажному відсіку, таким чином, всередині автомобіля можуть розміститися дев'ять осіб. Задні посадочні місця мають два складених положення, які дозволяють перевозити вантаж різної конфігурації і розмірів, а під ними розташовується ящик для інструментів і приладдя. Обшивка дверних панелей, салону, центрального тунелю і сидінь - все виконано в одному стилі. У продовження кожуха між передніми сидіннями встановлений додатковий ящик для рукавичок. На підлозі кузова укладена нова шумо-віброізоляція, а поруч з педаллю зчеплення передбачений майданчик-опора для лівої ноги водія. Приладова панель обладнана індикацією роботи трансмісії, а ключ замка запалювання також є і ключем для дверних замків. У стандартній комплектації передбачений і іммобілайзер.
Виробництво позашляховиків УАЗ 3163 Patriot успішно продовжується в даний час.

### Модернізація конструкції

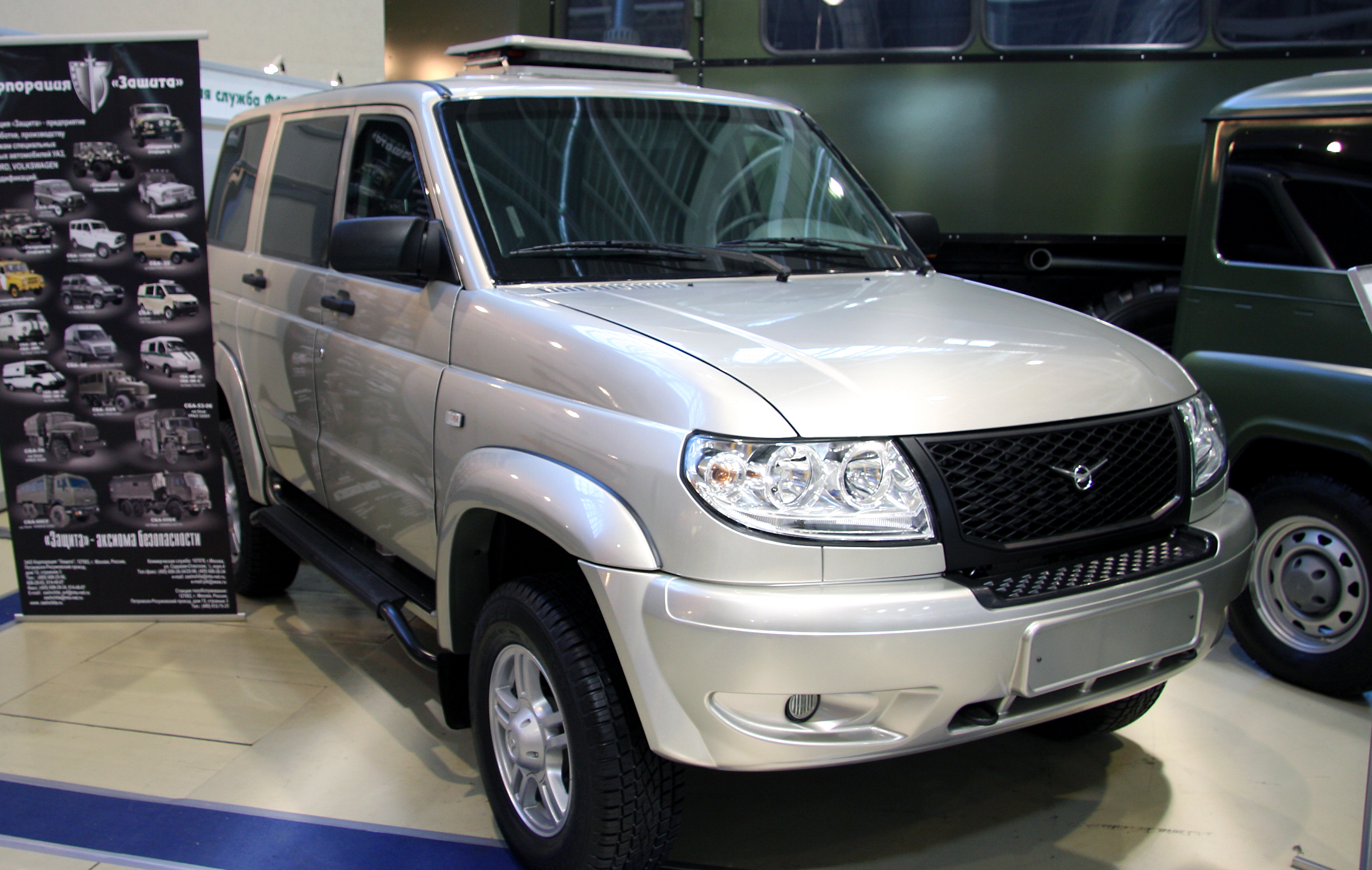
УАЗ Патріот (2009-2014)

З кінця 2006 року автомобіль почали оснащувати антиблокувальною системою (АБС) фірми Bosch.
У 2008 році УАЗ Патріот отримав кондиціонер, поліпшену систему опалення та вентиляції салону, а також оновлену систему охолодження двигуна. Мотор тепер відповідає нормам Євро-3.
У 2009 році позашляховик отримав нову решітку радіатора у формі сотих.
У травні 2012 року завод провів оновлення моделі: повністю оновилася панель приладів, зникла травмоопасная ручка для переднього пасажира, з'явився новий, більш травмобезпечний четирёхспіцевий кермо німецького виробника Takata-Petri AG. Магнітола тепер встановлюється розмірністю 2DIN і в наявності є USB-роз'єм для підключення флеш-накопичувачів.
В 2013 році на автомобіль почали встановлювати нову двоступеневу роздавальну коробку фірми Hyundai Dymos з передавальним числом 2,542, що виробляється по корейській ліцензії в Китаї (майже такий же агрегат ставився на Kia Sorento першого покоління). У неї ланцюговий привід передачі моменту на передню вісь і електромеханічне управління режимами руху.

### Оновлення 2014 року

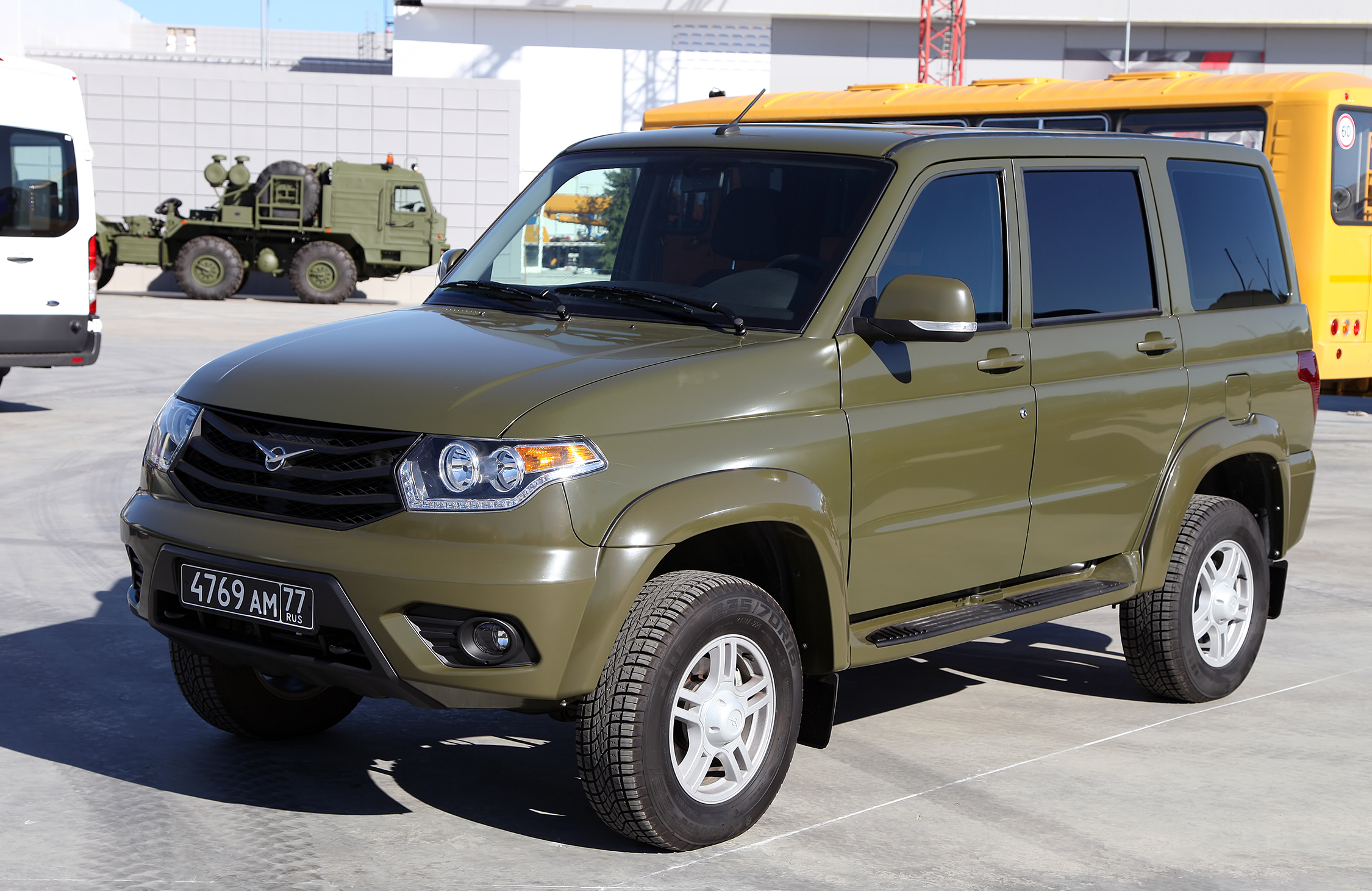
УАЗ Патріот (2014-2016)

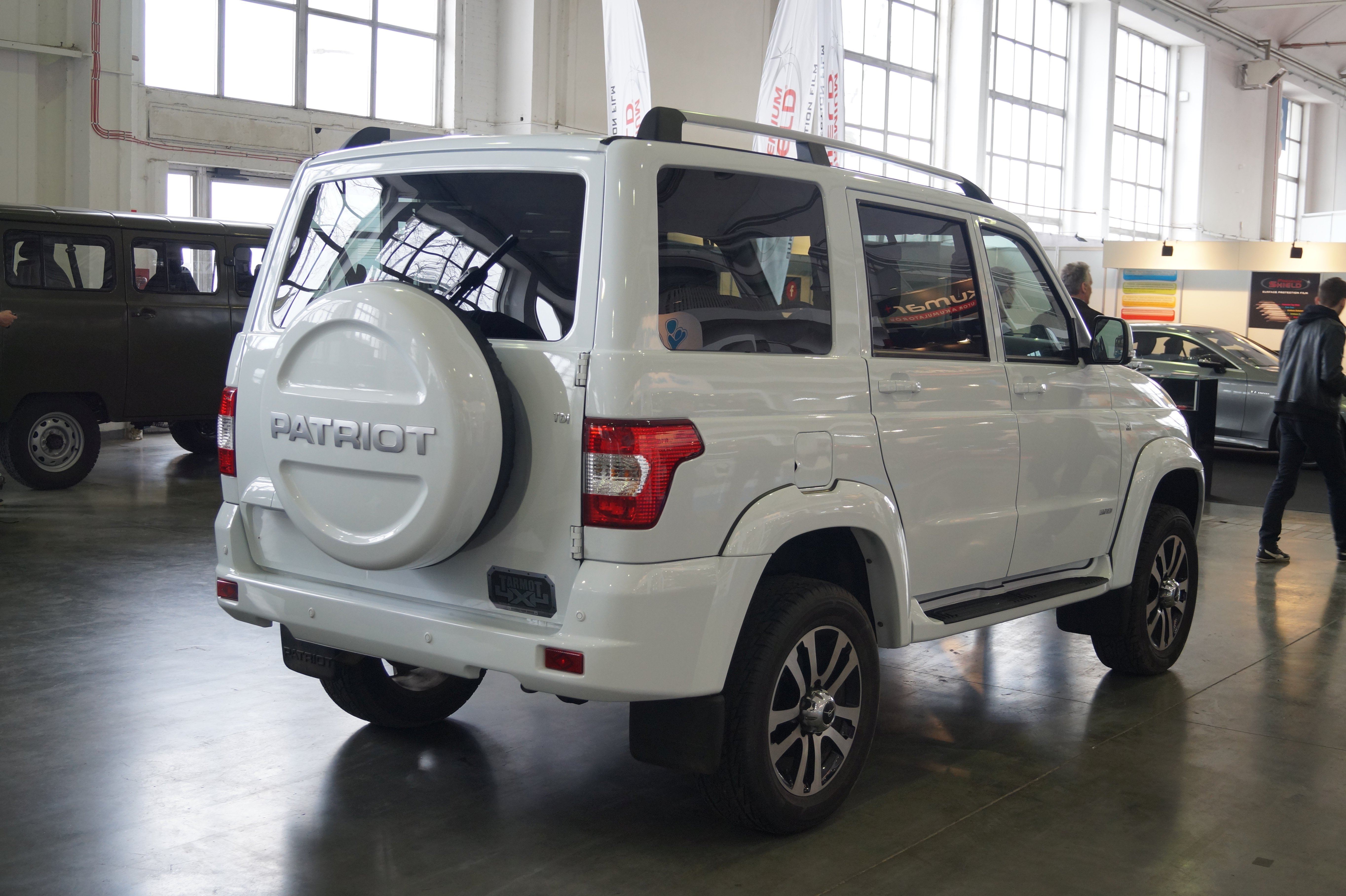
УАЗ Патріот (2014-2016)

7 жовтня 2014 року розпочалося виробництво рестайлінгових позашляховиків. Автомобіль відрізняється від попередньої версії світлотехнікою, бамперами, зміненою конструкцією сидінь. У ходової частини з'явився стабілізатор поперечної стійкості і нові, які не потребують обслуговування, карданні вали зі збільшеним ресурсом. Список опцій поповнився новою мультимедійною системою з камерою заднього виду і навігацією. Продажі оновлених автомобілів почалися 17 листопада 2014 года.

### Оновлення 2016 року

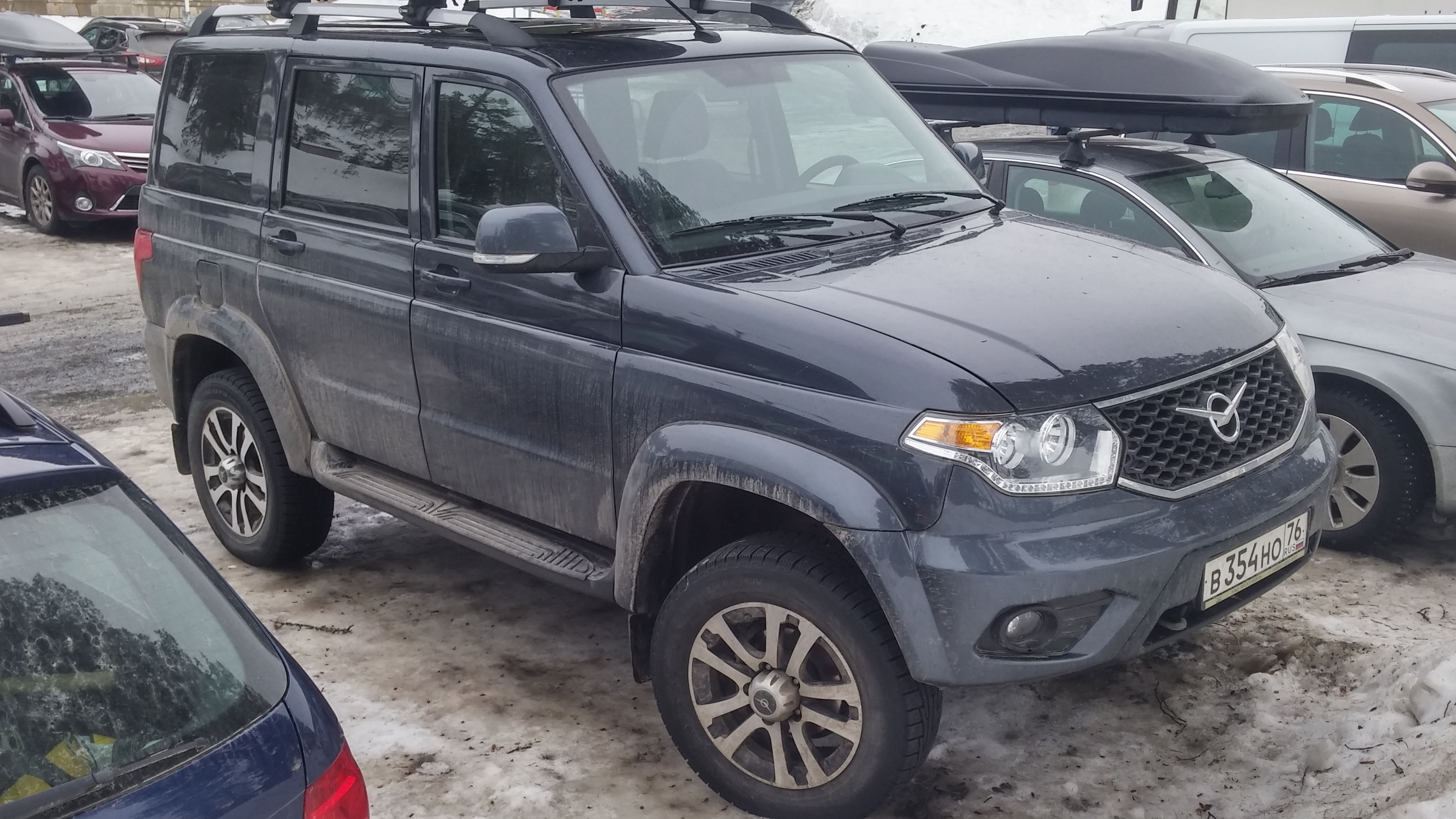
УАЗ Патріот (з 2016)

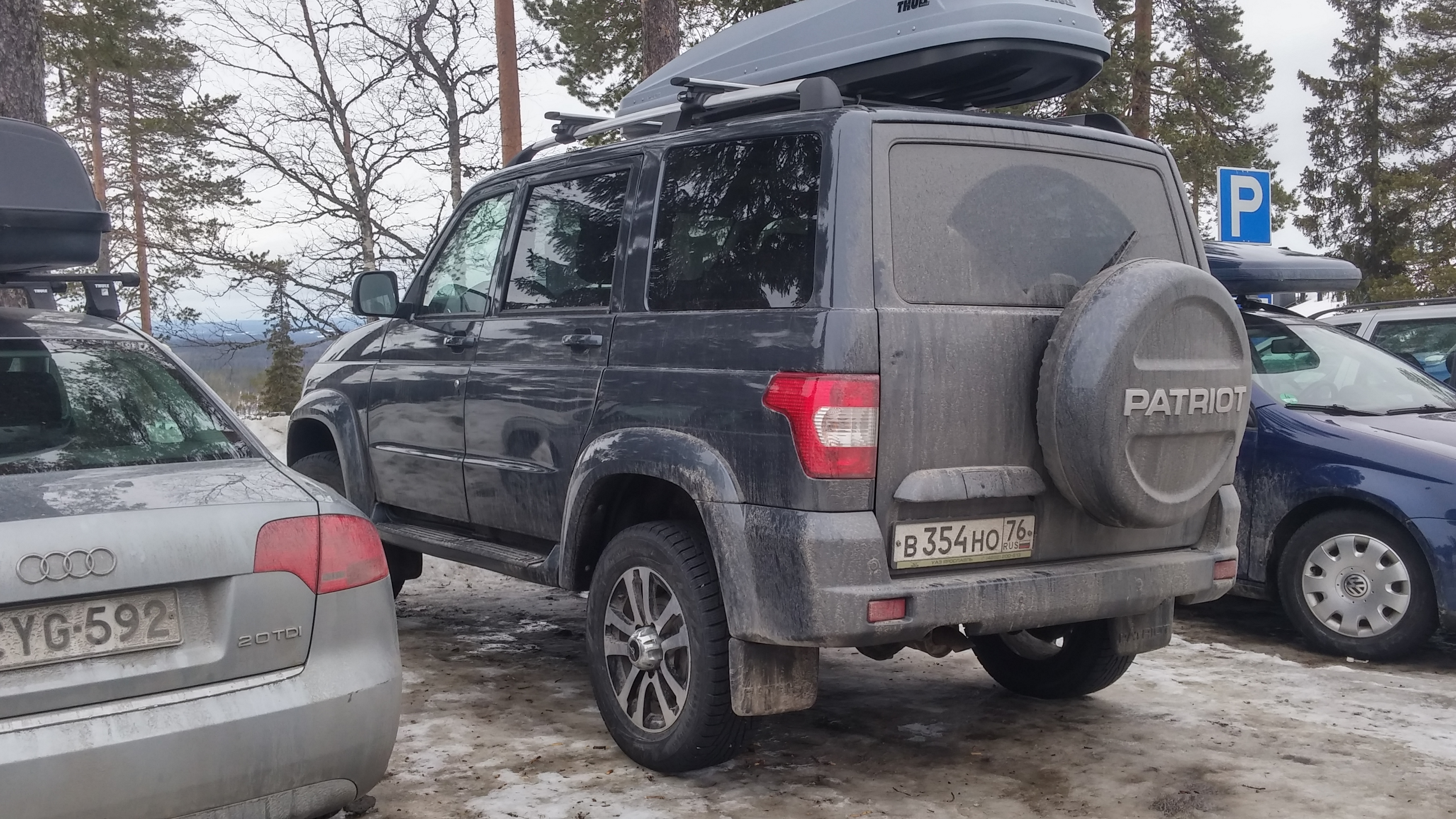
УАЗ Патріот (з 2016)

У жовтні 2016 року представлено оновлену версію позашляховика. Автомобіль отримав нову решітку радіатора зі збільшеною емблемою і сіточкою, нову передню панель, новий важіль коробки передач, регульовану рульову колонку, ремені безпеки з преднатяжителями, єдиний паливний бак замість двох окремих. У списку оснащення з'явилися фронтальні подушки безпеки, система динамічної стабілізації (ESP), електронна система розподілу гальмівних зусиль (EBD), яка імітує блокування міжосьових диференціалів та інші опції. Також з модельного ряду зникла версія з дизельним двигуном. За доплату автомобіль оснащується механічним блокуванням заднього міжколісного диференціала марки Eaton. 
У листопаді 2016 року дебютував року оновлений УАЗ Пікап, який отримав ті ж зміни, що і модель Патріот, а в грудні 2016 року був представлений модернізований УАЗ Карго.
В вересіні 2018 року автомобіль знову оновили. Патріот отримав новий 150-сильний двигун ЗМЗ 409051 об'ємом 2,7 л, і передню підвіску з відкритими поворотними кулаками і зміненим кастором, як у вантажівки «Профі». М'якшими стали задні ресори, втративши по одному листу, та й нові амортизатори розраховані на більш комфортний хід. До того ж конвеєрно ставиться рульовий демпфер, що знижує ривки і вібрації на кермі, який давно освоїли тюнінгові контори. Хоча на бездоріжжі він виявляється в зоні ризику.

## Технічні характеристики
- Колісна формула 4x4
- Кількість місць 5 (9 *)
- Габаритні розміри, мм 4647x2080x1900/2000 (з рейлінгами на даху)
- Дорожній просвіт, мм 210
- Маса спорядженого а / м, кг 2070
- Повна маса, кг 2670
- Грузопідйомність, кг 600
- Максимальна швидкість, км / год 150
- Витрата палива при 90/120 км / год 10,4 / 14,5 л/100 км
- Двигун ЗМЗ-409.10
- Паливо бензин Аі-92
- Робочий об'єм, л. 2,7
- Макс. потужність, к.с. / кВт / об/хв 128 / 94,1 / 4400
- Макс. крутний момент, Нм / об/хв 217,6 / 2500
- Коробка передач механічна, 5-ступенева, фірми Dymos (Корея)
- Роздаточна коробка 2-ступінчаста (I — 1 II — 1,94) косозубі
- Передні гальма дискові вентильовані, з двома циліндрами, із плаваючою скобою
- Задні гальма барабанного типу, з одним циліндром, з автоматичним регулюванням зазору між накладками і барабаном
- Передня підвіска залежна, пружинна зі стабілізатором поперечної стійкості, гідропневматичними амортизаторами телескопічного типу двосторонньої дії, з двома поздовжніми важелями і поперечною тягою
- Задня підвіска залежна, на двох поздовжніх напівеліптичних малолистових ресорах і гідропневматичних амортизаторах телескопічного типу двосторонньої дії
- Шини 225/75R16, 245/70R16

## Двигуни
- 2.7 л ЗМЗ-409.10 128 к.с. 210 Нм (2005-2016)
- 2.7 л ЗМЗ-40906 135 к.с. 217 Нм (2016-2018)
- 2.7 л ЗМЗ-409051 147 к.с. 235 Нм (з 2018)
- 2.6 л Andoria-Mot diesel 115 к.с. (2008-2014)
- 2.3 л Iveco F1A diesel 116 к.с. 270 Нм (2008-2012)
- 2.2 л ЗМЗ-51432 diesel 114 к.с. 270 Нм (2012-2016)

## Модифікації

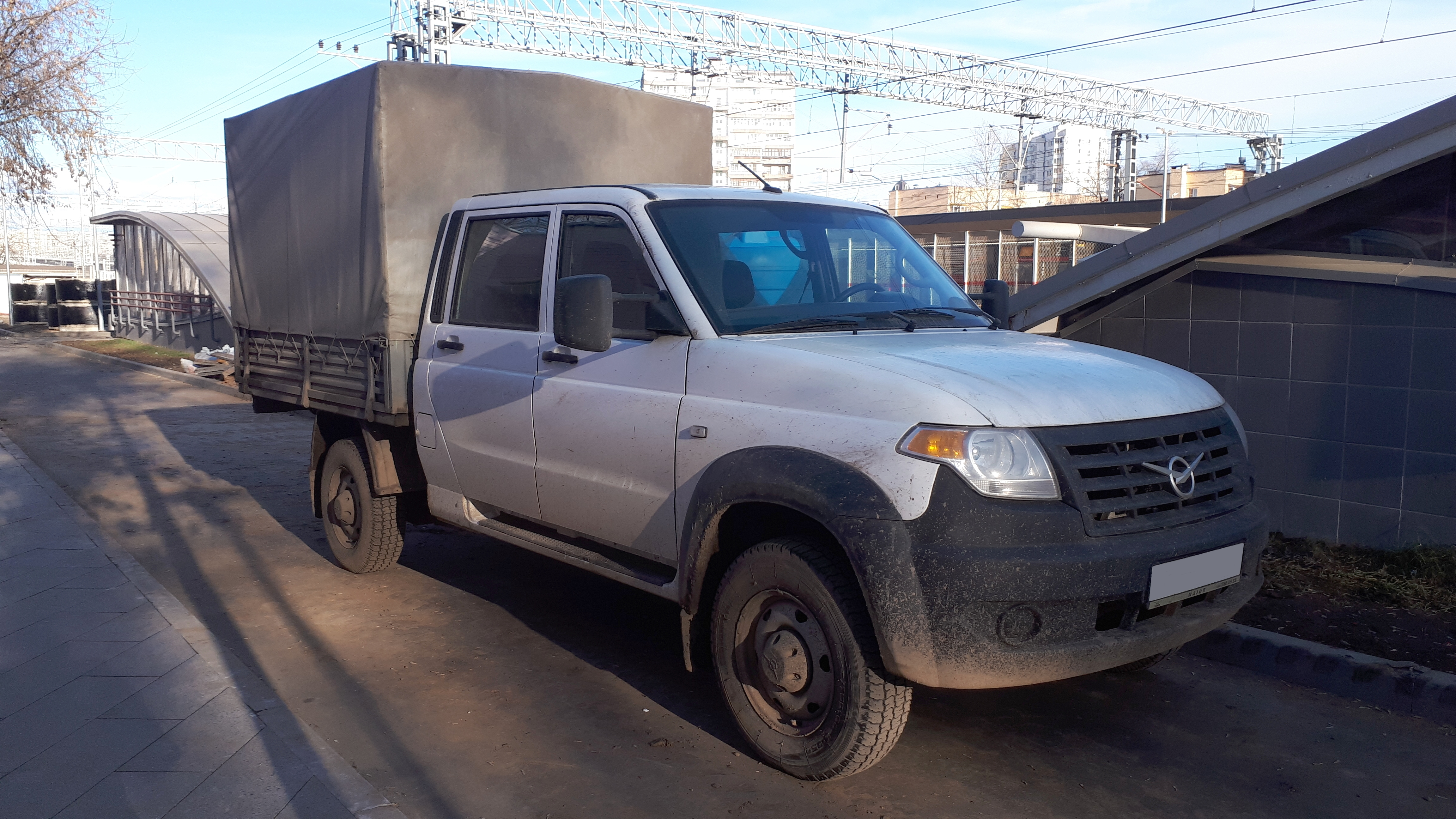
УАЗ-236323

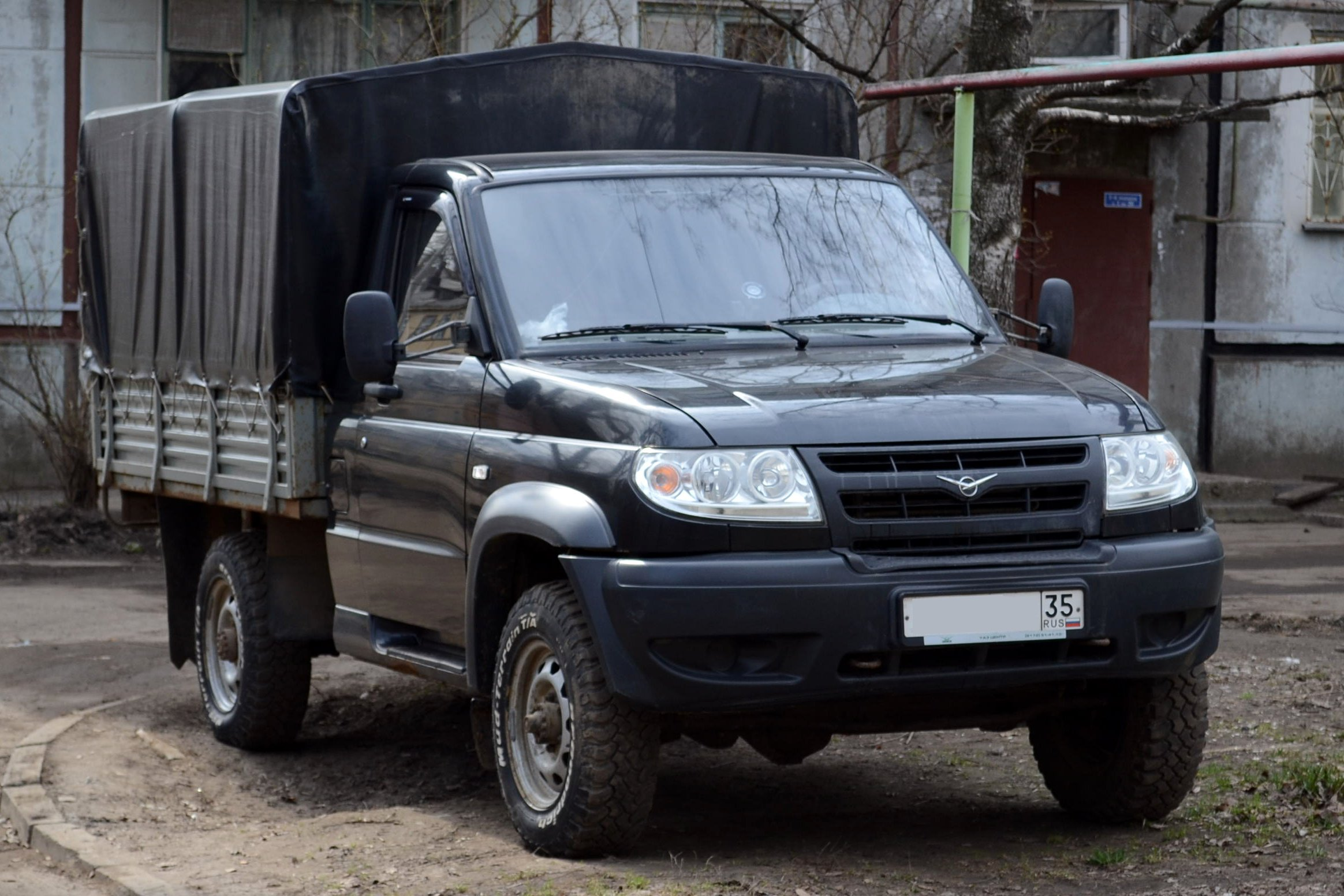
UAZ Cargo

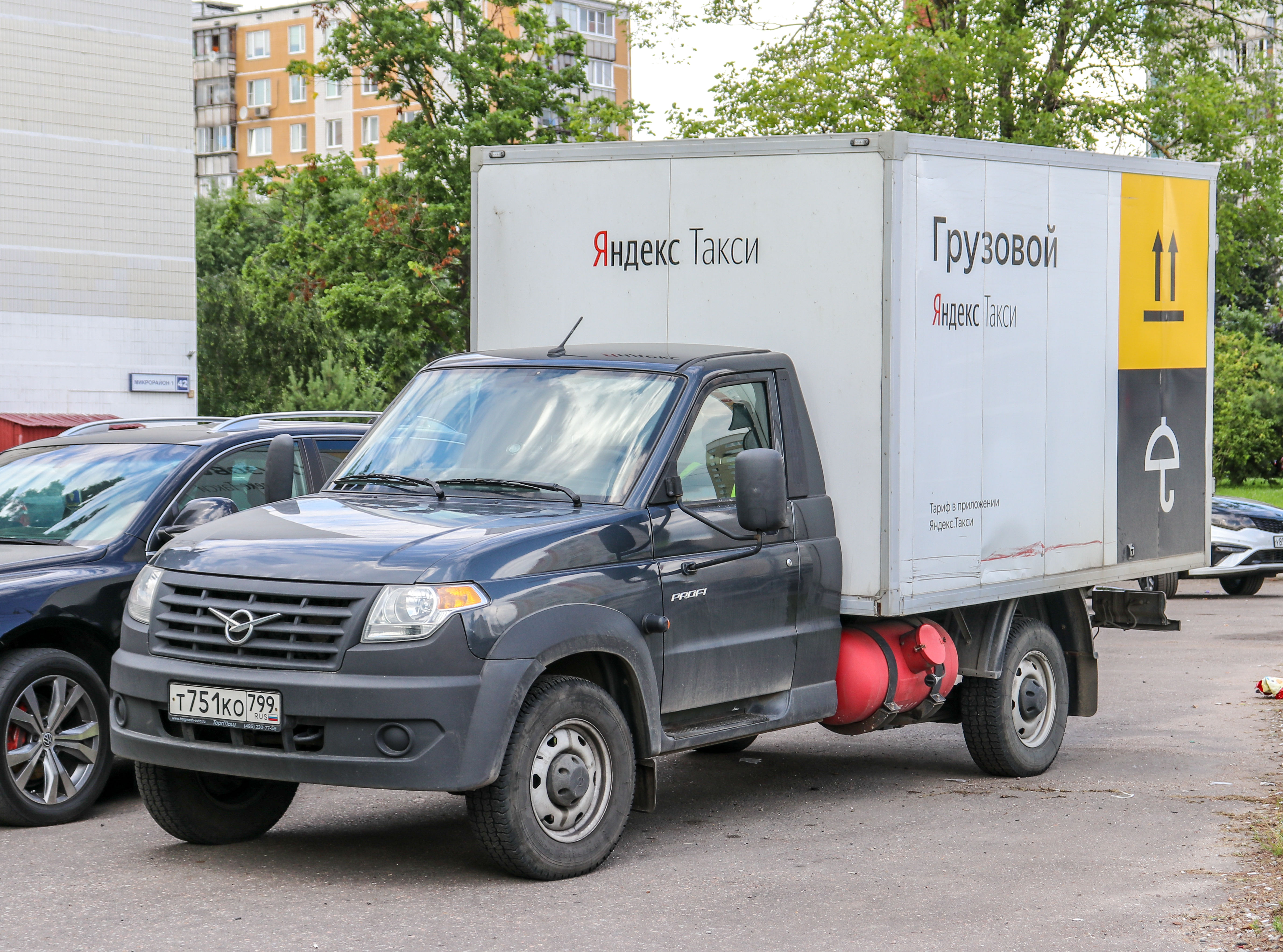
УАЗ-236321

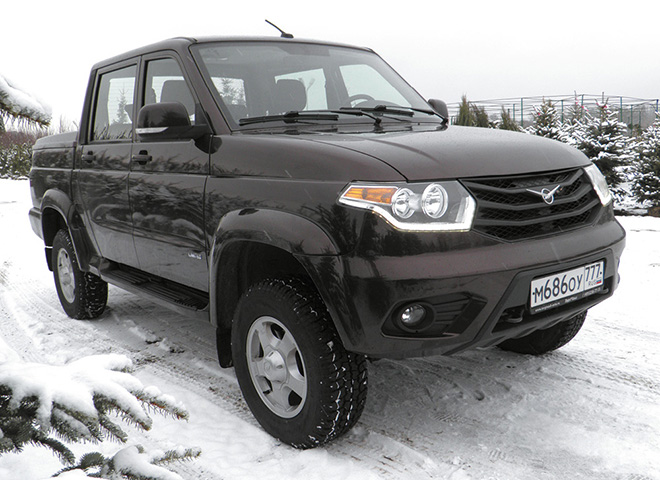
UAZ Pickup

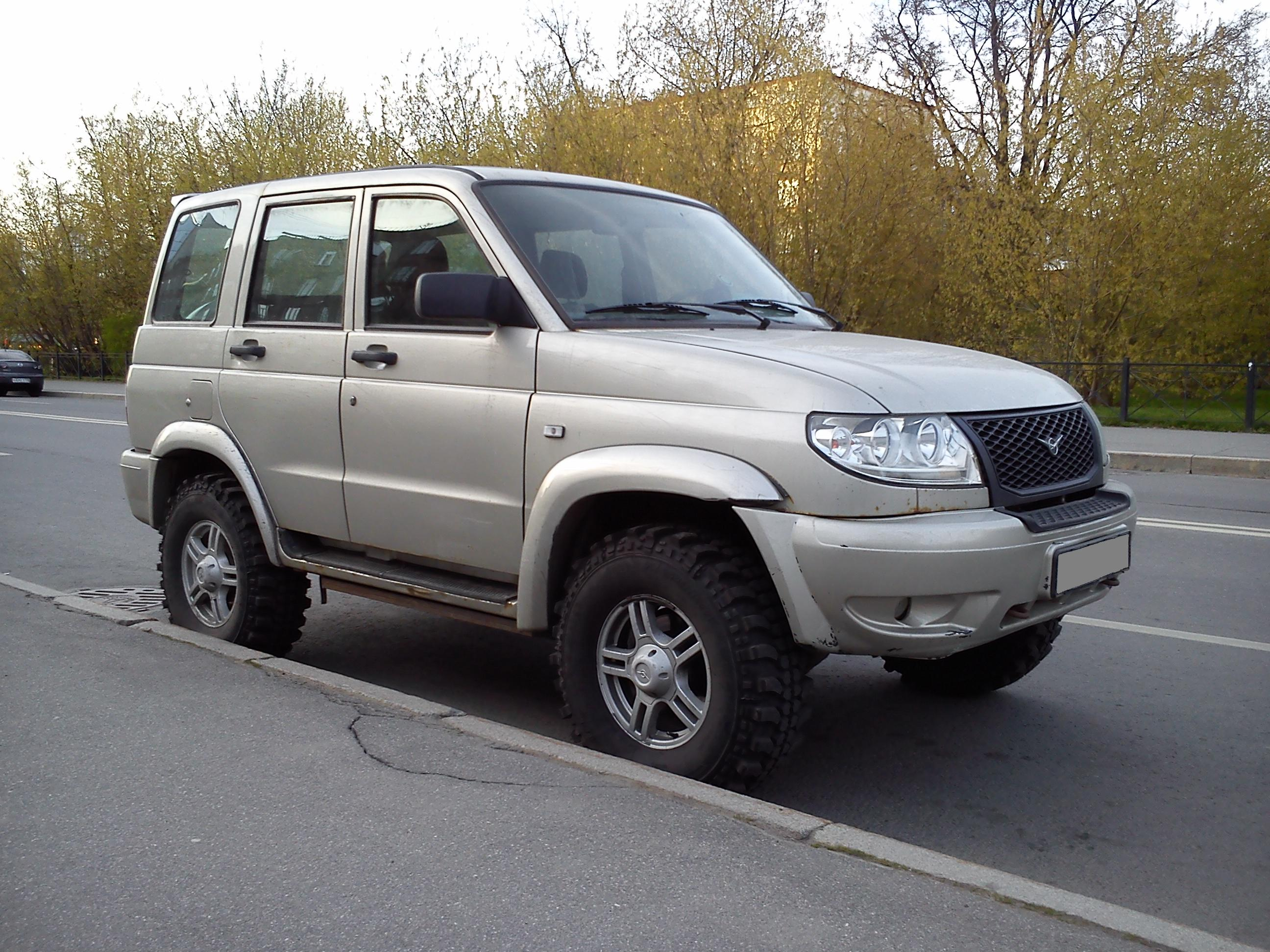
UAZ Patriot Sport

- UAZ Patriot Дизель (УАЗ-31631, УАЗ-31638) — модифікація «Патріота» з імпортним турбодизелем IVECO F1A (від Fiat Ducato) робочим об'ємом 2,3 л і потужністю 116 к.с., середня витрата палива на швидкості 90 км / год 9,5 л/100 км. Серійно виготовляється з серпня 2008 року;

- UAZ Cargo (УАЗ-23602-50) — комерційна вантажівка на базі УАЗ-3163, але з подовженою до 3000 мм колісною базою, короткою 2-місною кабіною і бортовою платформою типу 3303. Серійно виготовляється з лютого 2008 року;

- УАЗ Профі (УАЗ-236021/22) — комерційна вантажівка вантажопідйомністю 1,5 т на базі УАЗ-3163 з колісною базою 3500 мм, короткою 2-місною кабіною і бортовою платформою;

- УАЗ Профі (УАЗ-236323/24) — комерційна вантажівка вантажопідйомністю 1,3 т на базі УАЗ-3163 з колісною базою 3500 мм, довгою 5-місною кабіною і бортовою платформою;

- UAZ Pickup (УАЗ-23632) — пікап із здвоєною 4-дверною 5-місною кабіною на базі УАЗ-3163, з подовженою до 3000 мм колісною базою. Серійне виробництво розпочато в серпні 2008 року.

- UAZ Patriot Sport (УАЗ-3164) - короткобазна версія базового автомобіля (колісна база зменшена на 360 мм і становить 2400 мм, довжина автомобіля - 4287 мм, об'єм багажного відділення скоротився до 960 літрів) позиціонується розробниками як автомобіль «для молодих і активних людей». Від базової моделі UAZ Patriot Sport відрізняється більш вузькими прорізами задніх бокових дверей і функціонально є наступником УАЗ-3160.

## На озброєнні
- Росія: використовується МВС РФ (в тому числі, не менше 28 броньованих автомашин) і прикордонною службою. Поставляється в Сухопутні війська.
- Україна: УАЗ-3163 на озброєнні МВС України і прикордонної служби.